# Södertälje sjukhus

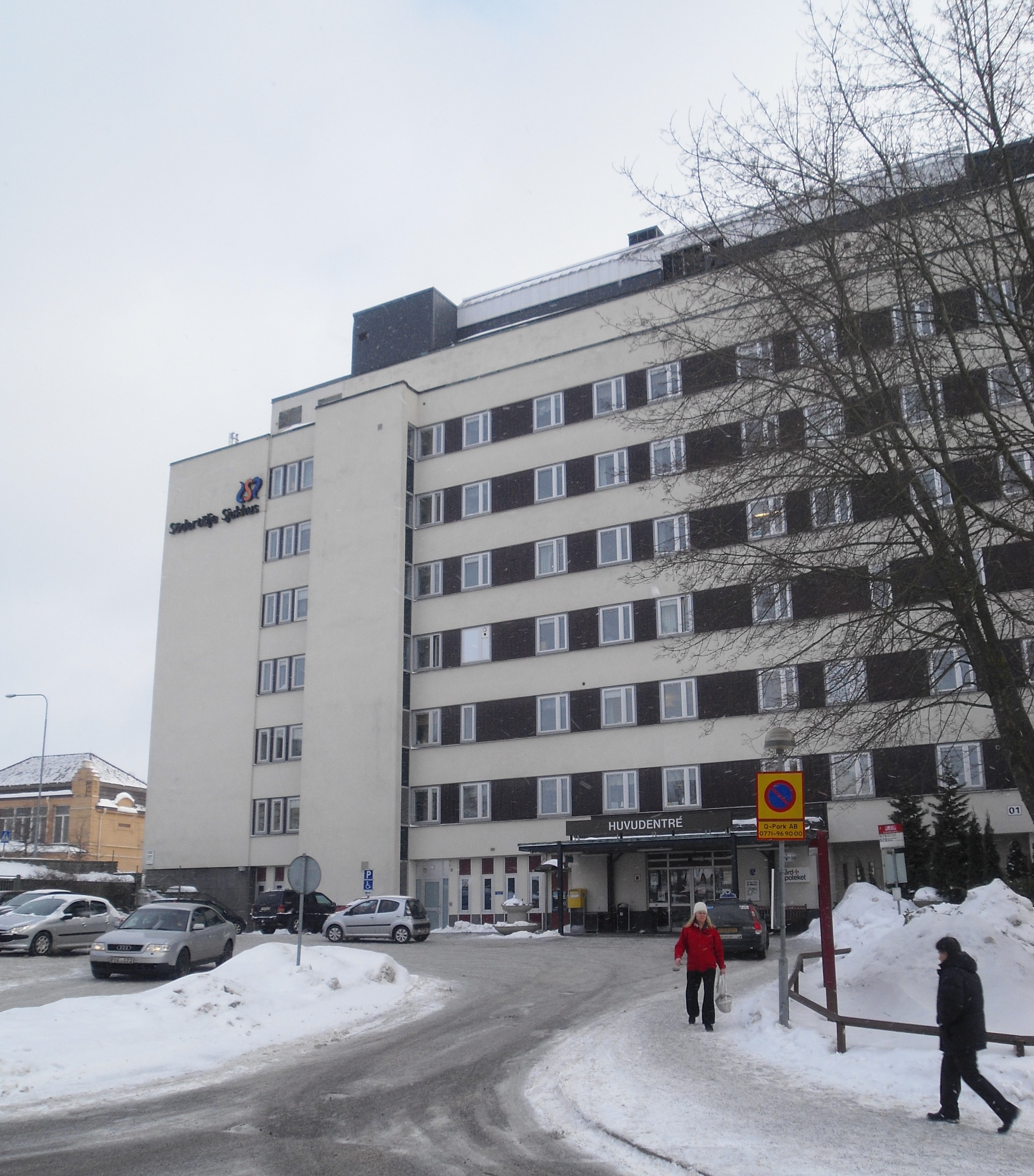
Södertälje sjukhus, mars 2010.

Södertälje sjukhus är ett sjukhus i Södertälje i Stockholms län. Sjukhuset ägs av Region Stockholm. Det ligger på Erik Dahlbergs väg, på den östra sidan om kanalen. Södertälje sjukhus ramas in av Biologiska Museet, Läroverket (tidigare hemmahörande på Orionkullen), Idrottsparken, och Täljehallen.

## Historia
Södertälje sjukhus, eller lasarett som det tidigare benämndes, har gamla anor. Södertäljes första sjukhus öppnades 1777, och var då beläget på Orionkullen. På den tiden var sjukhuset Lasarett av Serafimerorden med cirka 20 vårdplatser. Från det att verksamheten på Orionkullen upphörde fram till och med 1868, saknade staden sjukhus. År 1869 öppnades ett nytt sjukhus med 24 sängar och år 1907 invigdes det nya Södertälje sjukhus med 36 vårdplatser på det nuvarande området.
Sjukhuset har sedan starten byggts ut successivt. Den senaste tillbyggnaden gjordes 2017.

### Sjukhuset idag
Södertälje sjukhus är ett av Region Stockholms sex akutsjukhus. I augusti 2017 togs sjukhusets nya, moderna behandlingsbyggnad i bruk, med en av Sveriges modernaste operationsmiljöer. Och under oktober 2019 öppnades även en helt nyrenoverad vårdbyggnad, med 120 enkelrum för patienter i behov av akutsomatisk vård.
Södertälje sjukhus tillhandahåller basal specialistvård som är öppen dygnet runt, året om, med specialistvård inom internmedicin, kirurgi, ortopedi, urologi, obstetrik-gynekologi, pediatrik (barnmedicin), geriatrik (vård av äldre) och palliativ vård. Här finns också en omfattande radiologisk verksamhet med modern teknisk utrustning för snabb och säker diagnostik. Akutmottagningen och BB/Förlossning har öppet dygnet runt.